# Panna (Staat)

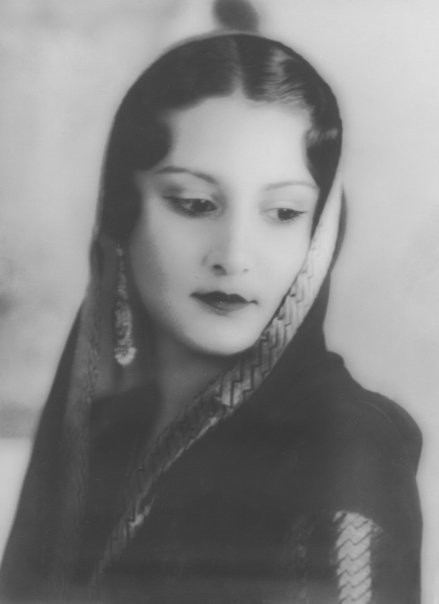
Maharani Kanchan Prabha Devi (1922)

Panna war ein Fürstenstaat in der Region Bundelkhand im Norden von Britisch-Indien.

## Geschichte
Schon um 1450 bestand ein Fürstentum in der Region. Im Jahr 1671 rebellierte der aus dem Fürstenhaus von Orchha stammende Bundela-Rajpute Chhatar Sal (oder Chhatrasal) gegen den Großmogul Aurangzeb und eroberte in der Folge fast ganz Bundelkhand. Beim Dhubela-See erbaute er einen Palast sowie zwei größere Memorialbauten (chhatris). Im Jahr 1729 verbündete er sich mit den Marathen. Kurz vor seinem Tod (1731) teilte er sein Reich auf: Ein Drittel mit Jhansi ging an den Peshwa der Marathen. Sein ältester Sohn Harde Sah erhielt Panna, ein anderer Sohn erhielt Jaitpur. Im Jahr 1807 wurde Panna britisches Protektorat. Raja Nirpat Singh (1849–69) unterstützte die Briten im großen Aufstand von 1857 und wurde zum Maharaja erhoben. Nach dem Rückzug der Briten aus Indien 1947 (siehe Geschichte Indiens) wurde Panna kurzzeitig unabhängig.
Im Jahr 1935 hatte das Land eine aus drei Gebietsteilen bestehende Fläche von ca. 6725 km² und ungefähr 212.000 Einwohner. Am 4. April 1948 schloss sich Panna der Fürstenunion Vindhya Pradesh an und vollzog am 1. Januar 1950 den Anschluss an Indien. Am 1. November 1956 wurden alle Fürstenstaaten aufgelöst und Vindhya Pradesh dem neu geschaffenen Bundesstaat Madhya Pradesh einverleibt.

## Sonstiges
Von Chhatar Sal stammen auch die Fürsten von Charkhari, Ajaigarh, Bijawar, Sarila, Jaso, Ligni und Lugasi ab.